# Pierre Boutroux
Pour les articles homonymes, voir Boutroux.
Pierre Léon Boutroux, né le 6 décembre 1880 à Paris 5e et mort selon les sources le 25 juin 1922 ou le 15 août 1922 dans la même ville,, est un mathématicien et historien des sciences français.

## Biographie
Pierre Boutroux soutient une thèse de mathématiques en 1903, il est par la suite nommé maître de conférences de mathématiques à l'université de Montpellier en 1905. Il enseigne dans les années suivantes la mécanique et l'astronomie à la faculté des sciences de Poitiers, avant d'être muté à Nancy pour enseigner le calcul différentiel avant de retourner enseigner cette matière à Poitiers. Il quitte ce poste en 1913, ayant bénéficié via le Ministère des affaires étrangères d'une charge d'enseignement à l'université de Princeton.
Pierre Boutroux est surtout connu pour ses travaux sur l'histoire et la philosophie des mathématiques. Il occupe la chaire de mathématiques à l'université de Princeton de 1913 à 1914 et il est titulaire de la chaire d'histoire des sciences au Collège de France de 1920 à 1922.
Son œuvre la plus connue est Les Principes de l'analyse mathématique, qui présente un panorama des mathématiques de son temps.
Sa position originale de mathématicien et de philosophe semble correspondre au double héritage de son père et de son oncle : son père, le philosophe Émile Boutroux, a épousé Aline Poincaré, sœur du mathématicien, physicien, et philosophe des sciences, Henri Poincaré.

## Ouvrages
- L'Imagination et les mathématiques selon Descartes (1900)
- Sur quelques propriétés des fonctions entières (1903)
- Œuvres de Blaise Pascal, publiées suivant l'ordre chronologique, avec documents complémentaires, introductions et notes, par Léon Brunschvicg et Pierre Boutroux (1908)
- Leçons sur les fonctions définies par les équations différentielles du premier ordre, professées au Collège de France (1908), texte disponible en ligne sur LillOnum[4]
- Henri Poincaré, l'œuvre scientifique, l'œuvre philosophique, par Vito Volterra, Jacques Hadamard, Paul Langevin et Pierre Boutroux, Librairie Félix Alcan, coll. «Nouvelle collection scientifique», 1914.
- Les Principes de l'analyse mathématique, exposé historique et critique (2 volumes, 1914-1919) Texte en ligne 1 2[5], contient:
  - (1) Les nombres, les grandeurs, les figures, le calcul combinatoire, le calcul algébrique, calcul des fonctions, l'algèbre géométrique.
  - (2) La géométrie algébrique. Extensions de l'algèbre et constructions logiques. Extensions de l'algèbre ; les développements en séries. La méthode analytique en mathématiques. Analyse infinitésimale. Analyse des principes mathématiques. Analyse de la notion de fonction.
- L'Idéal scientifique des mathématiciens dans l'Antiquité et dans les temps modernes (Félix Alcan, coll. «Nouvelle collection scientifique», 1920)[6] Texte en ligne
- Les Mathématiques (1922)